# Rashard Lee
Pour les articles homonymes, voir Lee.
Rashard Lee, né le 4 février 1977 à Durham (États-Unis), est un joueur professionnel américain de basket-ball. Il mesure 1,98 m.

## Université
- 1995 - 1999 :  University of Tennessee (NCAA 1)

## Clubs
- 1999 - 2000 :  Orléans (Nationale 1)

puis  Black Hills Gold (IBA) 
- 2000 - 2001 :  Chalon-sur-Saône (Pro A)
- 2001 - 2002 :  Évreux (Pro B)
- 2002 - 2003 :  Antibes (Pro B)
- 2003 - 2004 :  Elitzur Ashkelon (1re division)

puis  Geneva Devils (Ligue Nationale A)
- 2004 - 2005 :  Aix Maurienne (Pro B)
- 2005 - 2006 :  Caja Rioja (3e division)

puis  UU-Korihait Uusikanpunki (1re division)
- 2006 - 2007 :  Zawodnicy (1re division)
- 2007 - 2008 :  Geneve (Ligue Nationale A)

## Palmarès
- Finaliste de la Coupe Saporta
- Meilleur marqueur de Pro B lors de la saison 2002-2003 (24,6 points par match)[1].